# Sornfelli

Sornfelli.

Sornfelli är ett berg på ön Streymoy på Färöarna. Sornfelli ligger cirka tolv kilometer från huvudstaden Torshamn. Berget har en högsta topp på 749 meter.